# 寿王
寿王（じゅおう）は、神薬工業が製造販売する、滋養強壮・便秘・便秘に伴う食欲不振を効能とする便秘薬・滋養強壮薬のブランド名で、第2類医薬品の生薬製剤である。

## 概要
『寿王』は10種の生薬がバランス良く配合されて効果を発揮する。強壮、健胃の薬効がある朝鮮人参と、補血強壮作用の地黄、幅広い薬効を持つ大黄、そして甘草の4種の生薬を主剤とし、これに淫羊かく、菟絲子、竹節人参、何首鳥、桂皮、阿膠などの生薬を配し、それぞれの効果を期待して造られた生薬製剤。 そして、人間に備わった自然治癒力に活力を与えてくれる薬でもあり、 体質改善の目的や、病気の予防、治療にと広く使われている。